# Heitor (ur. 1964)
Heitor, właśc. Heitor Camorim Filho (ur. 14 lutego 1964 w Tietê) – piłkarz brazylijski występujący podczas kariery na pozycji prawego obrońcy.

## Kariera klubowa
Karierę piłkarską Heitor rozpoczął w klubie Ponte Preta Campinas w 1983. W lidze brazylijskiej zadebiutował 27 marca 1983 w przegranym 0-1 meczu z SC Internacional. W latach 1983–1984 występował we CR Flamengo. W 1985 był zawodnikiem Náutico Recife. Z Náutico zdobył mistrzostwo stanu Pernambuco – Campeonato Pernambucano. W Náutico 14 kwietnia 1985 w przegranym 1-3 meczu z SE Palmeiras Heitor wystąpił po raz ostatni w lidze. Ogółem w latach 1983–1985 w lidze brazylijskiej rozegrał 28 spotkań, w których strzelił bramkę. W latach 1985–1986 był zawodnikiem CR Vasco da Gama.
W 1986 wyjechał do Portugalii, gdzie występował do końca kariery w 1997. W latach 1986–1988 występował w Vitórii Guimarães, z którą zajął 3. miejsce w lidze portugalskiej. W latach 1988–1991 był zawodnikiem CD Nacional. Po spadku Nacionalu do drugiej ligi Heitor został zawodnikiem jego lokalnego rywala – CS Marítimo. Z Marítimo dotarł do finału Pucharu Portugalii w 1995.

## Kariera reprezentacyjna
Heitor występował w olimpijskiej reprezentacji Brazylii. W 1983 uczestniczył w Igrzyskach Panamerykańskich, na których Brazylia zdobyła brązowy medal. Na turnieju w Caracas wystąpił we wszystkich trzech meczach z Argentyną (bramka), Meksykiem (bramka) i Urugwajem.